# 科索沃 (白俄罗斯)
科索沃（羅馬化：Kossovo）是白俄罗斯布列斯特州伊瓦采維奇區内的城市，距离区府伊瓦采維奇15公里。
附近的梅列切夫什奇纳村是塔德乌什·柯斯丘什科的出生地，有由普斯洛夫斯基家族于1830年建造的科萨瓦堡遗址，以及塔德乌什·柯斯丘什科在梅列切夫什奇纳的房屋复制品。

## 名人
- 塔德乌什·柯斯丘什科：波兰军事家